# Giacomo Devecchi
Giacomo Devecchi, detto Jack (Sant'Angelo Lodigiano, 2 aprile 1985), è un ex cestista e dirigente sportivo italiano.

## Carriera
In passato ha vestito le maglie dell'Olimpia Milano e della Sutor Montegranaro.
Dal 2006 è alla Dinamo Sassari, squadra con cui ha conquistato la promozione in Serie A battendo 3-1 il  Veroli Basket in finale play-off.
Il 19 luglio 2011 la Dinamo Sassari lo riconferma per un'altra stagione ancora insieme al capitano Manuel Vanuzzo, Brian Sacchetti e Mauro Pinton..
Al termine di una stagione che ha visto la Dinamo raggiungere il quarto posto in classifica nella regular season e le semifinali nei playoff scudetto, il 5 luglio 2012 la società sarda comunica di aver rinnovato il contratto con il giocatore per altre tre stagioni.
Il 29 settembre 2019 festeggia le 600 presenze in maglia Dinamo Sassari considerando tutte le competizioni disputate.
Il 19 aprile 2023 celebra lo storico traguardo delle 800 presenze coi colori biancoblù.
Il 27 aprile 2023 annuncia il ritiro dopo aver giocato per 17 stagioni in maglia Dinamo.
Dal 1º febbraio 2024 ricopre la carica di general manager della Dinamo Sassari.

## Palmarès
- Campionato italiano: 1

Dinamo Sassari: 2014-15
- Coppa Italia: 2

Dinamo Sassari: 2014, 2015
- Supercoppa italiana: 2

Dinamo Sassari: 2014, 2019
- FIBA Europe Cup: 1

Dinamo Sassari: 2018-19

## Statistiche
Campionato
| Stagione        | Squadra            | Competizione | Partite | Partite | Partite | Statistiche tiro | Statistiche tiro | Statistiche tiro | Altre statistiche | Altre statistiche | Altre statistiche | Altre statistiche | Altre statistiche |
| Stagione        | Squadra            | Competizione | Pres.   | Titol.  | Minuti  | Tiri da 2        | Tiri da 3        | Liberi           | Rimb.             | Assist            | Rubate            | Stopp.            | Punti             |
| --------------- | ------------------ | ------------ | ------- | ------- | ------- | ---------------- | ---------------- | ---------------- | ----------------- | ----------------- | ----------------- | ----------------- | ----------------- |
| 2002-2003       | Olimpia Milano     | Serie A      | 1       | 0       | 1       | 0/0              | 0/0              | 0/0              | 0                 | 0                 | 0                 | 0                 | 0                 |
| 2003-2004       | Olimpia Milano     | Serie A      | 3       | 0       | 7       | 0/4              | 1/1              | 0/0              | 1                 | 0                 | 0                 | 0                 | 3                 |
| 2004-2005       | Sutor Montegranaro | Legadue      | 32      |         | 309     | 20/34            | 5/19             | 9/16             | 36                | 9                 | 28                | 1                 | 64                |
| 2005-2006       | Sutor Montegranaro | Legadue      | 42      |         | 682     | 42/70            | 8/38             | 14/28            | 70                | 13                | 66                | 2                 | 122               |
| 2006-2007       | Dinamo Sassari     | Legadue      | 30      |         | 599     | 28/51            | 9/30             | 26/36            | 40                | 24                | 63                | 4                 | 109               |
| 2007-2008       | Dinamo Sassari     | Legadue      | 24      |         | 520     | 39/67            | 15/58            | 13/21            | 43                | 23                | 49                | 5                 | 136               |
| 2008-2009       | Dinamo Sassari     | Legadue      | 42      |         | 877     | 33/75            | 20/77            | 27/31            | 95                | 30                | 51                | 6                 | 153               |
| 2009-2010       | Dinamo Sassari     | Legadue      | 43      |         | 1127    | 50/100           | 25/96            | 19/30            | 134               | 47                | 91                | 5                 | 194               |
| 2010-2011       | Dinamo Sassari     | Serie A      | 29      | 13      | 446     | 17/38            | 21/59            | 8/12             | 35                | 13                | 36                | 3                 | 105               |
| 2011-2012       | Dinamo Sassari     | Serie A      | 29      | 0       | 336     | 17/32            | 12/43            | 9/15             | 36                | 19                | 12                | 1                 | 79                |
| 2012-2013       | Dinamo Sassari     | Serie A      | 36      | 4       | 462     | 25/45            | 15/35            | 8/15             | 35                | 26                | 33                | 2                 | 103               |
| 2013-2014       | Dinamo Sassari     | Serie A      | 32      | 5       | 496     | 19/42            | 17/56            | 6/6              | 49                | 23                | 19                | 3                 | 95                |
| 2014-2015       | Dinamo Sassari     | Serie A      | 43      | 11      | 545     | 13/28            | 26/69            | 8/14             | 47                | 21                | 31                | 3                 | 112               |
| 2015-2016       | Dinamo Sassari     | Serie A      | 32      | 2       | 463     | 4/13             | 18/41            | 8/10             | 43                | 15                | 26                | 2                 | 70                |
| 2016-2017       | Dinamo Sassari     | Serie A      | 30      | 16      | 394     | 8/22             | 12/40            | 5/6              | 40                | 21                | 19                | 2                 | 57                |
| 2017-2018       | Dinamo Sassari     | Serie A      | 24      | 2       | 219     | 5/11             | 4/16             | 3/6              | 28                | 12                | 11                | 0                 | 25                |
| 2018-2019       | Dinamo Sassari     | Serie A      | 26      | 3       | 142     | 1/2              | 5/15             | 1/2              | 9                 | 8                 | 2                 | 0                 | 18                |
| 2019-2020       | Dinamo Sassari     | Serie A      | 6       | 0       | 18      | 0/0              | 1/3              | 0/0              | 0                 | 0                 | 0                 | 0                 | 3                 |
| 2020-2021       | Dinamo Sassari     | Serie A      | 8       | 3       | 105     | 1/1              | 5/10             | 0/0              | 5                 | 4                 | 9                 | 0                 | 17                |
| 2021-2022       | Dinamo Sassari     | Serie A      | 32      | 1       | 252     | 1/3              | 6/18             | 5/8              | 18                | 9                 | 6                 | 1                 | 25                |
| Totale carriera |                    |              |         |         |         |                  |                  |                  |                   |                   |                   |                   |                   |